# Erythroxylum plowmanianum
Erythroxylum plowmanianum là một loài thực vật có hoa trong họ Erythroxylaceae. Loài này được Cogollo & Pipoly mô tả khoa học đầu tiên năm 1993.